# Coordinadora Andina de Organizaciones Indígenas
La Coordinadora Andina de Organizaciones Indígenas (CAOI) es una red de organizaciones indígenas de Bolivia, Ecuador, Chile, Colombia, Perú y Argentina.

## Historia
La CAOI nació en su Congreso Fundacional celebrado en la ciudad del Cusco durante los días 15 y 17 de julio de 2006.

## Organizaciones Afiliadas
- Confederación de las Nacionalidades y Pueblos Kichwas del Ecuador (ECUARUNARI)
- Consejo Nacional de Ayllus y Markas del Qullasuyu (CONAMAQ) de Bolivia
- Confederación Nacional de Comunidades del Perú Afectadas por la Minería (CONACAMI)
- Coordinadora de Identidades Territoriales Mapuche (CITEM) de Chile.
- Organización Nacional Indígena de Colombia (ONIC)
- Confederación Campesina del Perú (CCP)
- Confederación Nacional Agraria de Perú (CNA)
- Unión de Nacionalidades Aymaras UNCA de Perú
- Federación de Mujeres de Yauli FEMUCAY de Perú
- Asociación Nacional de Maestros de Educación Bilingüe Intercultural ANAMEBI de Perú
- Consejo de Productores Alpaqueros del Norte de Ayacucho COPUCA de Perú
- Confederación Sindical Única de Trabajadores Campesinos de Bolivia CSUTCB
- Confederación Nacional de Mujeres Bartolina Sisa de Bolivia
- Organización de Naciones y Pueblos Originarios en Argentina ONPIA